# Luis Alfredo López
Luis Alfredo López Flores (Comayagua, 29 agosto 1986) è un calciatore honduregno, attaccante del Juventud Escuitleca.

## Carriera

### Club
Inizia la sua carriera calcistica nel Marathón.

### Nazionale
Gioca le Olimpiadi di Pechino 2008, dove scende in campo due volte.
L'anno dopo, l'11 luglio, esordisce con la Nazionale honduregna, contro Grenada, nella Gold Cup 2009.